# Франсиско Бру
Франсиско Бру Санз (Мадрид, 12. април 1885 — Малага, 10. јун 1962), познат и као Пако Бру, био је шпански фудбалер, судија и тренер. Као фудбалер играо је као нападач и везни играч ФК Интернационала и као дефанзивац Барселоне, Еспањола и Каталана. Након пензионисања као играч, Бру је постао судија и преузео је контролу над финалом Купа краља 1916. и 1917. Касније је постао први селектор Шпаније, водећи их до сребрне медаље на Олимпијским играма 1920 . Као тренер Реал Мадрида два пута је освајао Куп краља током 1930-их.
Био је селектор фудбалске репрезентације Перуа током првог светског купа 1930. године.